# Schultz ABC
Schultz ABC là một loại tàu lượn của hoa kỳ trong thập niên 1930, do Art Schultz thiết kế.

## Quốc gia sử dụng
Hoa Kỳ
- Quân đoàn không quân lục quân Hoa Kỳ

## Tính năng kỹ chiến thuật
Dữ liệu lấy từ Sailplane Directory
Đặc điểm tổng quát
- Kíp lái: 1
- Sải cánh: 48 ft 6 in (14.78 m)
- Diện tích cánh: 175 ft2 (16.36 m2)
- Trọng lượng rỗng: 300 lb (136 kg)
- Trọng lượng có tải: 470 lb (213 kg)

Hiệu suất bay
- Vận tốc xuống: 167 ft/min (0,85 m/s)